# Amt Jossa
Das Amt Jossa war ein Amt des Hauses Jossa und später des Hauses Erbach.

## Geschichte
Ausgangspunkt der Herrschaft im Gebiet war die Burg Jossa. Im Rahmen der Territorialisierung entstand aus diesem und den benachbarten Orten Jugenheim und Dietersklingen (Wüstung) das Amt Jossa oder Jazza. 1312 trugen Gerhard und Giso von Jossa Burg und Amt Kurmainz zu Lehen auf. Im Laufe des 14. Jahrhunderts erbten oder erwarben die Schenken von Erbach Anteile am Amt und besaßen es 1346 vollständig. Nach dem Aussterben der Linie der Schenken zu Erbach kam es 1502 an die Linie Erbach-Fürstenau. 1714 wurde das Amt an die Landgrafschaft Hessen-Darmstadt verkauft. Das Amt wurde nun aufgehoben und die Bestandteile dem Amt Seeheim zugeordnet.

### Gerichtsverhältnisse
Die Hohe Gerichtsbarkeit lag bei der Grafschaft Katzenelnbogen bzw. später bei Hessen (Cent Jugenheim). Die von Jossa und später die Erbacher waren lediglich im Besitz der Vogtei gewesen. Jugenheim selbst war Sitz des Zentgerichtes.